# Josef Weidenholzer

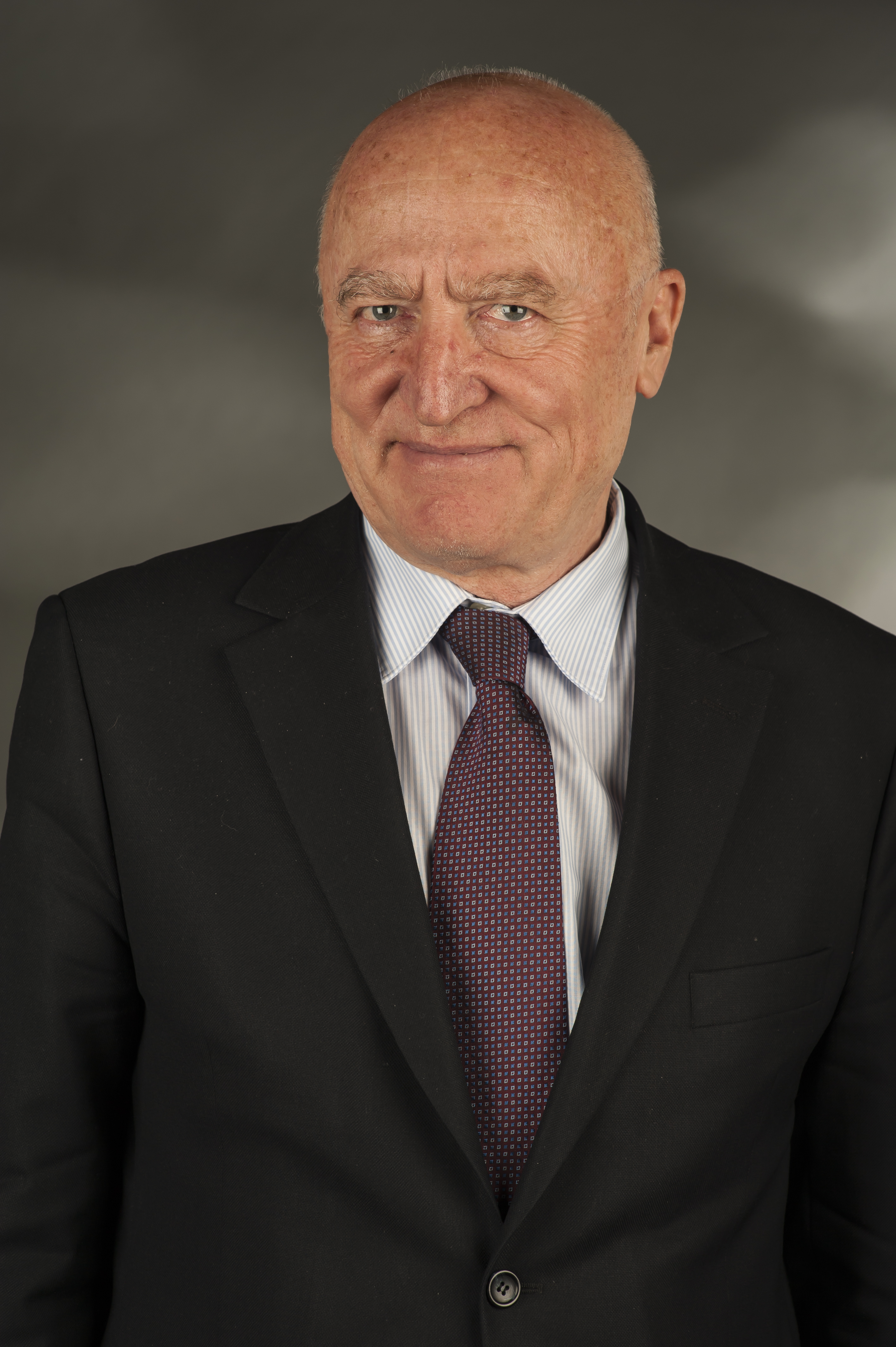
Josef Weidenholzer 2014

Josef Weidenholzer (* 6. März 1950 in St. Florian am Inn) ist ein österreichischer Soziologe und Politiker (SPÖ). Er war ab der 7. Wahlperiode Mitglied des Europäischen Parlaments, ab dem 6. Juli 2015 Vize-Vorstand der S&D-Delegation und von 1991 bis 2015 Präsident der Volkshilfe Österreich. Nach der Europawahl in Österreich 2019 schied er aus dem Europäischen Parlament aus.

## Leben
Nach seiner Matura am Stiftsgymnasium Kremsmünster studierte Weidenholzer von 1968 bis 1973 Soziologie an der Hochschule für Sozial- und Wirtschaftswissenschaften (Universität Linz) und engagierte sich als Student im Verband Sozialistischer Studenten Österreichs (VSStÖ). 1973 absolvierte er das Magisterstudium, 1977 die Promotion und 1982 die Habilitation.
Weidenholzer startete seinen beruflichen Werdegang 1973 als wissenschaftlicher Vertragsassistent am Institut für Neuere Geschichte und Zeitgeschichte an der Universität Linz und 1975 als Universitätsassistent am Institut für Gesellschaftspolitik. Daneben war er als Mitarbeiter der Ludwig Boltzmann Gesellschaft für Geschichte der Arbeiterbewegung an der Johannes Kepler Universität Linz tätig.
Nach Lektoraten an verschiedenen Akademien und Universitäten und Forschungsaufenthalten in Europa und Übersee wurde Weidenholzer 1983 zum außerordentlichen Universitätsprofessor für Gesellschaftspolitik und Sozialpolitik ernannt.
Von 1984 bis 1998 war er Leiter des Forschungsinstituts für Sozialplanung, von 1998 bis 2015 Professor für Gesellschaftspolitik und Sozialpolitik und Vorstand des Instituts für Sozial- und Gesellschaftspolitik, und von 1998 bis 2003 Studiendekan der Sozial- und Wirtschaftswissenschaftlichen Fakultät an der Johannes Kepler Universität Linz. Seit Herbst 2015 ist er im Ruhestand.
Weidenholzer ist verheiratet und hat drei Kinder, darunter die Schriftstellerin Anna Weidenholzer.

## Wirken
Josef Weidenholzers wissenschaftliche Schwerpunkte sind Sozialpolitik, Theorien vom Wohlfahrtsstaat, internationaler Vergleich wohlfahrtsstaatlicher Systeme, politische Theorie und politische Kulturen im internationalen Systemvergleich, Theorie und Geschichte sozialer Bewegungen insbesondere der Arbeiterbewegung und die Weiterbildung in Theorie und Anwendung.
Der Kontakt zu ausländischen Universitäten und Forschungseinrichtungen war ihm besonders wichtig. Während seiner Tätigkeit als Studiendekan der sozial- und wirtschaftswissenschaftlichen Fakultät der JKU gelang es ihm Partnerschaften mit der National Taiwan University (NTU), Seoul National University (SNU), Tahmmasat University in Bangkok und der Jawaharlal University (JNU) In New Delhi abzuschließen. 2008 begründete er das Joint Master Program COSOPO (Comparative Social Policy and Welfare) mit der Universität Tampere und der Miklas Romeris University in Vilnius. Unter Mitwirkung von Kollegen am Soziologischen Institut der JKU wurde mit dem Departement de Formation Continue der Universite Marc Bloch Strasbourg die Qualifizierungsinitiative für Europäisches Sozialmanagement und Sozialwirtschaft (QUIS) etabliert.
Auch baute er den Verein Museum Arbeitswelt in Steyr auf, dessen Vorsitzender er von 1986 bis 1993 war und führte dabei die Ausstellung Arbeit – Mensch – Maschine (1987) durch, die ausschlaggebend für die Dauereinrichtung des Museums war. Josef Weidenholzer war auch als wissenschaftlicher Leiter an der Konzeption der 2003 eröffneten Gedenkstätte und der Dauerausstellung „Wert des Lebens“ im Lern- und Gedenkort Schloss Hartheim beteiligt.
Von 1991 bis 2015 war er Präsident der Volkshilfe Österreich. Seit 1995 war er federführend im europäischen Dachverband Solidar (früher Internationales Arbeiterhilfswerk - IAH) tätig, 2007 bis 2014 auch als dessen Präsident. Hier engagierte er sich bei der Kampagnisierung der EU-Grundrechtecharta und besonders bei der Weiterentwicklung sozialer Dienstleistungen auf europäischer Ebene.
1997 wurde er zum ersten Präsidenten der neugegründeten BAGS (Berufsvereinigung von Arbeitgebern für Gesundheits- und Sozialberufe), jetzt Sozialwirtschaft Österreich, gewählt. Nach sechsjähriger Verhandlungszeit gelang es den ersten Kollektivvertrag für diesen Bereich abzuschließen.
Weidenholzer setzt sich unter anderem dafür ein, dass – ähnlich den europäischen Kulturhauptstädten – sozialpolitisch engagierte Städte und Gemeinden als europäische Sozialhauptstädte ausgezeichnet werden.
Im Jahr 2008 war Weidenholzer ein Gründungsmitglied des Kongresses Momentum, dessen wissenschaftlicher Leiter er war.
In den Jahren 2022 und 2023 war Weidenholzer stellvertretender Vorsitzender des Beirats der Gemeinwohlstiftung COMÚN.
Seit Jänner 2024 ist er Honorarkonsul von Bosnien-Herzegowina für Oberösterreich.

## Arbeitsschwerpunkte im Europäischen Parlament
Weidenholzer kandidierte für die SPÖ bei der Europawahl 2009. Durch die im Lissabon-Vertrag geregelte Erhöhung der Abgeordnetenanzahl wurde er am 1. Dezember 2011 Mitglied des Europäischen Parlaments und gehört der sozialdemokratischen Fraktion an. Während seiner 1. Periode im EU-Parlament waren die Schwerpunkte seiner parlamentarischen Arbeit der Ausschuss für bürgerliche Freiheiten, Justiz und Inneres (LIBE), und hier vor allem die Themenbereiche Menschenrechte, Asyl, Datenschutz, polizeiliche und justizielle Zusammenarbeit und die Sicherung der Grundrechte. Als S&D Berichterstatter war er beteiligt an den Berichten des Europäischen Parlaments zur Seeaußengrenzen-Verordnung, der Europäischen Ermittlungsanordnung, der Europol-Verordnung und dem Ungarn Bericht, mit dem das Europaparlament im September 2018 erstmals die Einleitung eines Artikel-7-Verfahrens gegen Ungarn wegen Verletzung der Grundwerte der Europäischen Union beschloss.
Josef Weidenholzer war stellvertretendes Mitglied des Ausschusses für Binnenmarkt und Verbraucherschutz (IMCO), wo er als Berichterstatter für den Initiativbericht "Protection of Consumers in Utilities Services" zuständig war.
Weidenholzer war Mitglied der Delegation für die Beziehungen zu Iran. Von März 2012 bis Oktober 2013 war er im temporären Sonderausschuss gegen organisiertes Verbrechen, Korruption und Geldwäsche (CRIM) tätig. Aufgabe dieses Sonderausschusses ist es, organisierte Kriminalität, Mafiaorganisationen und kriminelle Strukturen zu untersuchen, zu analysieren und einen umfassenden Plan zu deren Bekämpfung auf europäischer Ebene zu entwerfen. Anderthalb Jahre lang, von November 2012 bis Juni 2014, war Josef Weidenholzer stellvertretendes Mitglied in der Delegation in den Ausschüssen für parlamentarische Kooperation der EU mit Kasachstan, Kirgistan und Usbekistan sowie für die Beziehungen zu Tadschikistan, Turkmenistan und der Mongolei.
Bei der Europawahl im Jahr 2014 kandidierte Josef Weidenholzer erneut und erreichte durch einen starken Persönlichkeitswahlkampf bundesweit 28.328 Vorzugsstimmen. In seinem Heimatbundesland Oberösterreich erhielt er dabei von allen Kandidaten die meisten Vorzugsstimmen (24.697). Die SPÖ konnte ihre Mandatszahl halten und Josef Weidenholzer zog erneut in das Europäische Parlament ein.
Der Schwerpunkt der parlamentarischen Tätigkeit von Josef Weidenholzer während der 2. Periode lag nach wie vor im Ausschuss für bürgerliche Freiheiten, Justiz und Inneres (LIBE). Aufgrund seiner Erfahrung in Menschenrechtsfragen war Josef Weidenholzer seit dem 1. Juli 2014 Mitglied und Sprecher der sozialdemokratischen Fraktion im Unterausschuss für Menschenrechte und Berichterstatter des jährlichen Menschenrechtsberichts im Jahr 2016. Weidenholzer war von 2016 bis 2019 als S&D Sprecher zuständig für die dringlichen Resolutionen (Debates on cases of breaches of human rights, democracy and the rule of law (Rule 150)) im Rahmen der Plenartagungen des Europäischen Parlaments. Die Verleihung des Sacharow-Preis an die jesidischen Aktivistinnen Nadia Murad und Lamiya Aji Bashar im Jahr 2016 geht auf seine Initiative zurück.
Im IMCO war er weiterhin als stellvertretendes Mitglied tätig. Auch seine Tätigkeit als Teil der Delegation für die Beziehungen zum Iran setzte Josef Weidenholzer in seiner 2. Legislaturperiode fort. In Bezug auf die Beziehung zu Nachbarstaaten der Europäischen Union war Josef Weidenholzer stellvertretendes Mitglied sowohl der Delegation für die Beziehung zu Bosnien und Herzegowina und dem Kosovo als auch der Delegation in der Paritätischen Parlamentarischen Versammlung AKP-Gruppe - EU.
Weidenholzer war von 6. Juli 2015 bis Juni 2019 Vize-Vorstand der S&D-Fraktion, wo er neben dem Bereich Rechtsstaatlichkeit auch für die digitale Agenda zuständig war. Weidenholzer war auch Mitglied der European Parliament’s Rule of Law Monitoring Group und dadurch an der Positionierung des Europäischen Parlaments zur Situation in Ungarn, Polen, Malta, Rumänien und Slowakei fedeführend beteiligt. Im Jahr 2019 initiierte Weidenholzer zusammen mit über 100 EU-Abgeordneten den öffentlichen Brief an die britische Bevölkerung, den "Brexit" zu überdenken.

## Schriften (Auszug)
Ausgewählte Schriften:
- Der sorgende Staat. Zur Entwicklung der Sozialpolitik von Joseph II bis Ferdinand Hanusch. Wien 1985.
- Der österreichische Weg, Aussichten und Einsichten. Linz/Wien 1989.
- Bewegung und Klasse. Studien zur österreichischen Arbeitergeschichte. (Mithrsg.) Wien 1978. Ebenso in: Arbeitswelt und Sozialstaat. Festschrift für Gerhard Weissenberg zum 60. Geburtstag. Wien 1980.
- Die Situation der Fabrikarbeiterin in Oberösterreich. (Mithrsg.) In: Schriftenreihe zur sozialen und beruflichen Stellung der Frau. o. O. 1980.
- Perspektiven und Tendenzen in der Sozialpolitik. (Mithrsg.) Oswin Martinek zum 60. Geburtstag. o. O. 1984.
- Welfare State Development in East Asia. (Mithrsg.) Gesellschafts- und Sozialpolitische Texte. Linz 2001.
- Bilanz gewerkschaftlicher Jugendarbeit in der Zweiten Republik. In: 30 Jahre Gewerkschaftsjugend – Rückblick und Ausblick. Linz 1975.
- Der alltägliche Faschismus. In: Aufrisse. Jahrgang 2, Nr. 3/1981 sowie in: Reihe gewerkschaftliche Orientierung. Nr. 1/83, S. 19–32.
- Der alte(rnde) Mensch und das Arbeitsrecht. In: Helmut Konrad (Hrsg.): Der alte Mensch in der Geschichte. Wien 1982, S. 107–121.
- Politik in Bewegung – ein Jahrhundert Sozialdemokratie. In: Arbeit/Mensch/Maschine. Der Weg in die Industriegesellschaft. Beiträge. Linz 1987.
- Alternative political movements. In: Jim Sweeney, Josef Weidenholzer (Hrsg.): Austria: A Study in Modern Achievement. Aldershot 1988, S. 101–108.
- Armut als ewig neue Herausforderung. In: Armut in Österreich. Edition pro mente, Linz 1995, S. 29–44.
- gemeinsam mit Brigitte Kepplinger: Die Rekonstruktion der Sozialdemokratie in Linz 1945–1950. In: Entnazifizierung und Wiederaufbau in Linz (= Historisches Jahrbuch der Stadt Linz 1995.) Linz 1996, S. 13–68 (ooegeschichte.at [PDF]).
- Virenregime – Wie die Coronakrise unsere Welt verändert. Befunde, Analyse, Anregungen. Sammelband, hrsg. mit Thomas Schmidinger, Bahoe Books, Wien 2020.

## Auszeichnungen
- Theodor Körnerpreis (1976)
- Victor-Adler-Staatspreises für Geschichte sozialer Bewegungen (1984)
- Konsulent für Soziales der oö. Landesregierung (1997)
- Ehrenring der Marktgemeinde St.Florian/Inn (2004)
- Großes Ehrenzeichen für Verdienste um die Republik Österreich (2007)
- Goldenes Ehrenzeichen des Landes Oberösterreich (2017)[10]
- New Republic Award 2019 der Democratic Coalition am 9. Februar 2019 in Budapest
- Dr. h. c. der Universität Vlora, Albanien, November 2021